# 지역별 맥주 및 양조장 목록
지역별 맥주 및 양조장 목록(地域別麥酒釀造場目錄, 영어: list of beer and breweries by region)은 국가별, 지역별로 다양한 맥주 및 양조장에 대해 서술한 문서이다. 맥주는 전 세계에서 가장 널리 소비되는 술이며, 전체적으로 물과 차 다음으로 세 번째로 인기가 있는 음료이다. 어떤 이들은 맥주가 가장 역사가 오래된 발효 음료라고 생각한다. 양조장은 맥주를 만들기 위해 만든 전용 건물이지만 맥주는 집에서도 만들 수 있고, 집에서 만들어 온 것이 맥주 역사의 대부분을 차지한다. 맥주를 만드는 회사를 맥주 회사 또는 양조 회사(양조장)이라고 한다. 맥주 회사의 규모의 다양성은 공정의 다양성, 자동화의 정도, 양조장에서 생산되는 맥주의 종류와 일치한다. 맥주 공장은 일반적으로 별도의 섹션으로 나뉘어지며 각 섹션은 양조 과정의 한 부분을 담당한다.

## 1인당 맥주 소비량
|  |

## 같이 보기
- 일인당 술 소비량에 따른 국가 목록
- 소규모 양조장 목록
- 국민 음료 목록
- 유럽의 술 선호도#맥주를 선호하는 국가

### 저작 인용
- Lankov, Andrei (2007). 《North of the DMZ: Essays on Daily Life in North Korea》. Jefferson: McFarland. ISBN 978-0-7864-5141-8.